# 583
583 (DLXXXIII na numeração romana) foi um ano comum do século VI, do Calendário Juliano, da Era de Cristo, a sua letra dominical foi C (52 semanas), teve início a uma sexta-feira e terminou também a uma sexta-feira.
| ano completo                       |
| ---------------------------------- |
| Ano comum com início à sexta-feira |

## Nascimentos
- Abu Ubaidá ibne Aljarrá - general árabe, companheiro (sahaba) de Maomé (m. 638 ou 639. Não há certeza se nasceu em 583 ou 581.
- Xurabil ibne Haçana, general árabe, companheiro (sahaba) de Maomé (m. 639)